# استفان بوتازی
استفان بوتازی (به انگلیسی: István Batházi) (زادهٔ ۱۶ دسامبر ۱۹۷۸) شناگر اهل مجارستان است.